# قانون الطوارئ في فلسطين

قانون الطوارئ عرفته فلسطين في المادة رقم 110 من القانون الأساسي الفلسطيني المعدل لسنة 2003م ، وهو قانون ينظم حالة الطوارئ، وهو نظام استثنائي محدد في الزمان والمكان تعلنه الحكومة، لمواجهة ظروف طارئة وغير اعتيادية تهدد البلاد أو جزءًا منها، وذلك بتدابير مستعجلة وطرق غير اعتيادية تحت شروط محددة وإلى حين زوال التهديد. ويرد دائمًا في التشريعات الدولية المتعلقة بهذا الموضوع نصًّا يؤكد على ضرورة وأهمية تحديد الحالة في المكان والزمان، وتقيَّد بشروط حازمة، للحد من العسف التي قد تمارسه السلطات العرفية أو التنفيذية أو الإدارية، إزاء هذه الحالة. ومخالفة هذه الشروط تضع الحكومة تحت طائلة البطلان وفقدان المشروعية، والخضوع للمساءلة القانونية والمحاسبة القضائية، لأن حالة الطوارئ حالة استثنائية وتشكل خطرًا جديًّا على حريات المواطنين وكرامتهم.

## فترات العمل به
- أصدر الرئيس الراحل ياسر عرفات أول مرسوما رئاسيا يقضي بإعلان حالة الطوارئ في الأراضي الفلسطينية بتاريخ 5/10/2003 حيث جاء به تشكيل حكومة طوارئ برئاسة أحمد قريع وعضوية ثمانية وزراء آخرين من أبرزهم نصر يوسف وزيرا للداخلية وسلام فياض وزيرا للمالية ونبيل شعث وزيراً لشؤون الخارجية.

وسيكون من مهمات هذه الحكومة العمل على تعزيز الوحدة الوطنية وضبط الوضع الداخلي الفلسطيني وإنهاء حالة الفوضى.
- تم أصدار ثاني مرسوم لأعلان حالة الطوارئ عام 2007 وتضمن المرسوم «إعلان حالة الطوارئ في جميع الأراضي الفلسطينية، بسبب الجرائم التي ترتكب بغزة، والاستيلاء على مقار السلطة والانقلاب العسكري، وعلى الجهات صاحبة الاختصاص تنفيذ القرار».[4]
- قرر الرئيس الفلسطيني محمود عباس، بتاريخ 5/3/2020، إعلان حالة الطوارئ لمدة شهر، لمواجهة فيروس كورونا.[5]

جاء ذلك في كلمة لرئيس الحكومة الفلسطينية محمد اشتية، عبر تلفزيون فلسطين (رسمي)، قال إن عباس، «أصدر مرسوما بإعلان حالة الطوارئ لمدة شهر، لمواجهة خطر فيروس كورونا».

### التسلسل الزمني للتطورات الدستورية المرتبطة بحالة الطوارئ في فلسطين في العام 2020
التسلسل زمني للتطورات الدستورية المرتبطة بحالة الطوارئ في فلسطين في العام 2020 وذلك على ضوء الخطر المترتب عن انتشار وباء كوفيد-19 (الكورونا). ومنذ إعلان الطوارئ لأول مرة في 5 آذار تم اتخاذ الكثير من الإجراءات والتدابير ومن بينها مجموعة من القرارات بقانون، قرارات صادرة عن رئيس الوزراء، ومراسيم وغيرها والتي نشرت في الجريدة الرسمية 

#### انسجام إعلان حالة الطوارئ معالقانون الأساسي الفلسطينيوالاتفاقيات الدولية لحقوق الإنسان
أعلن الرئيس الفلسطيني حالة الطوارئ في الأرض الفلسطينية المحتلة بتاريخ 5 آذار 2020 بموجب المرسوم الرئاسي رقم (1) لعام 2020؛ بهدف مواجهة خطر انتشار فايروس «كورونا» ومنع تفشيه، وذلك لمدة (30) يوماً، وتبع ذلك إصدار قرار بقانون رقم (7) لعام 2020 الخاص بتنظيم الإجراءات والتدابير المتخذة في حالة الطوارئ المعلنة والجهات المختصة بتنفيذها، وكذلك العقوبات المترتبة على مخالفتها، بالإضافة إلى بعض القرارات والتعليمات ذات العلاقة، وذلك بالاستناد إلى أحكام الطوارئ الواردة في الباب السابع من القانون الأساسي. وبتاريخ 3 نيسان 2020 وفي ظل تعطل أعمال المجلس التشريعي المنحل بقرار من المحكمة الدستورية، أصدر الرئيس الفلسطيني مرسوماً ثانياً بتمديد حالة الطوارئ لمدة (30) يوماً إضافية، وتبع ذلك تجديد حالة الطوارئ لمرة ثانية بإصدار الرئيس الفلسطيني مرسوماً ثالثاً بإعلان حالة الطوارئ لمدة (30) يوماً أخرى بتاريخ 5 أيار 2020.
والجدير بالذكر في هذا السياق أن إعلان حالة الطوارئ الحالي هو الإعلان الثالث منذ قيام السلطة الوطنية الفلسطينية، حيث جرى إعلان حالة الطوارئ في المرة الأولى بتاريخ 5 تشرين الأول 2003 بموجب المرسوم الرئاسي رقم (18) لعام 2003، على كامل الأرض الفلسطينية أثر تصاعد الانتهاكات الإسرائيلية بحق الشعب الفلسطيني، ونتج عنها تشكيل «حكومة طوارئ». كما وجرى الإعلان عن حالة الطوارئ الثانية على جميع الأرض الفلسطينية بموجب المرسوم الرئاسي رقم (9) لعام 2007، بتاريخ 14حزيران 2007، لمواجهة «الانقسام الفلسطيني»، ونتج عنه أيضا تشكيل «حكومة إنفاذ حالة طوارئ»؛ لمواجهة الظروف المعلنة.
وتتميز حالة الطوارئ الراهنة، بأن إعلانها قد جاء بعد انضمام دولة فلسطين إلى العديد من الاتفاقيات الدولية وبخاصة الاتفاقيات الأساسية لحقوق الإنسان، والتي تتضمن التزامات بشأن إعلان حالة الطوارئ، مما يستوجب أن يراعي إعلان حالة الطوارئ الراهنة وتطبيقها التزامات دولة فلسطين الواردة في الاتفاقيات الدولية ذات العلاقة.